# Île Rock
Pour les articles homonymes, voir Rock (homonymie).
L'île Rock est un îlot rocheux inhabité du fleuve Saint-Laurent situé dans l'archipel d'Hochelaga, au sud de Montréal au Québec (Canada). Elle fait partie des îles des Rapides de Lachine et est rattachée administrativement à la municipalité de Montréal. Contrairement aux îles voisines des rapides de Lachine, l'île Rock ne fait pas partie du refuge d'oiseaux migrateurs de l'Île-aux-Hérons.
L'île Rock est le dernier habitat naturel dans le Saint-Laurent de la Carmantine d'Amérique, une espèce menacée, et est à ce titre classée « habitat floristique protégé » depuis 1998. 

## Description
De forme approximativement circulaire, l'île Rock fait environ 50 m de diamètre pour 2 300 m2 (0,23 ha) de superficie. Elle est située dans le fleuve Saint-Laurent au sud de l'île de Montréal, à 400 m au nord-est de l'île aux Chèvres et de l'île aux Hérons. Elle se trouve à environ 1 200 m au sud-est de l'île de Montréal, face au parc des Rapides de l'arrondissement LaSalle, auquel elle est administrativement rattachée. Elle marque l'extrémité orientale des rapides de Lachine et le début du bassin de La Prairie en aval.
L'île Rock est l'une des plus petites îles des îles des Rapides de Lachine, dont font partie entre autres l'île aux Hérons, l'île aux Chèvres, l'île au Diable, Les Sept-Sœurs et l'île à Boquet, toutes situées au sud-ouest de l'archipel d'Hochelaga. 
Fortement boisée, l'île Rock est inhabitée. Un ponton permet l'accès pour les embarcations. 
Les remous des rapides et la navigation aux environs de l'île restent dangereux – notamment avec le développement récent de la pratique de la planche à rame, en plus du kayak, dans le bassin de La Prairie et autour de l'île Rock –, pouvant toujours provoquer des chavirements et causer des morts.

## Faune et flore

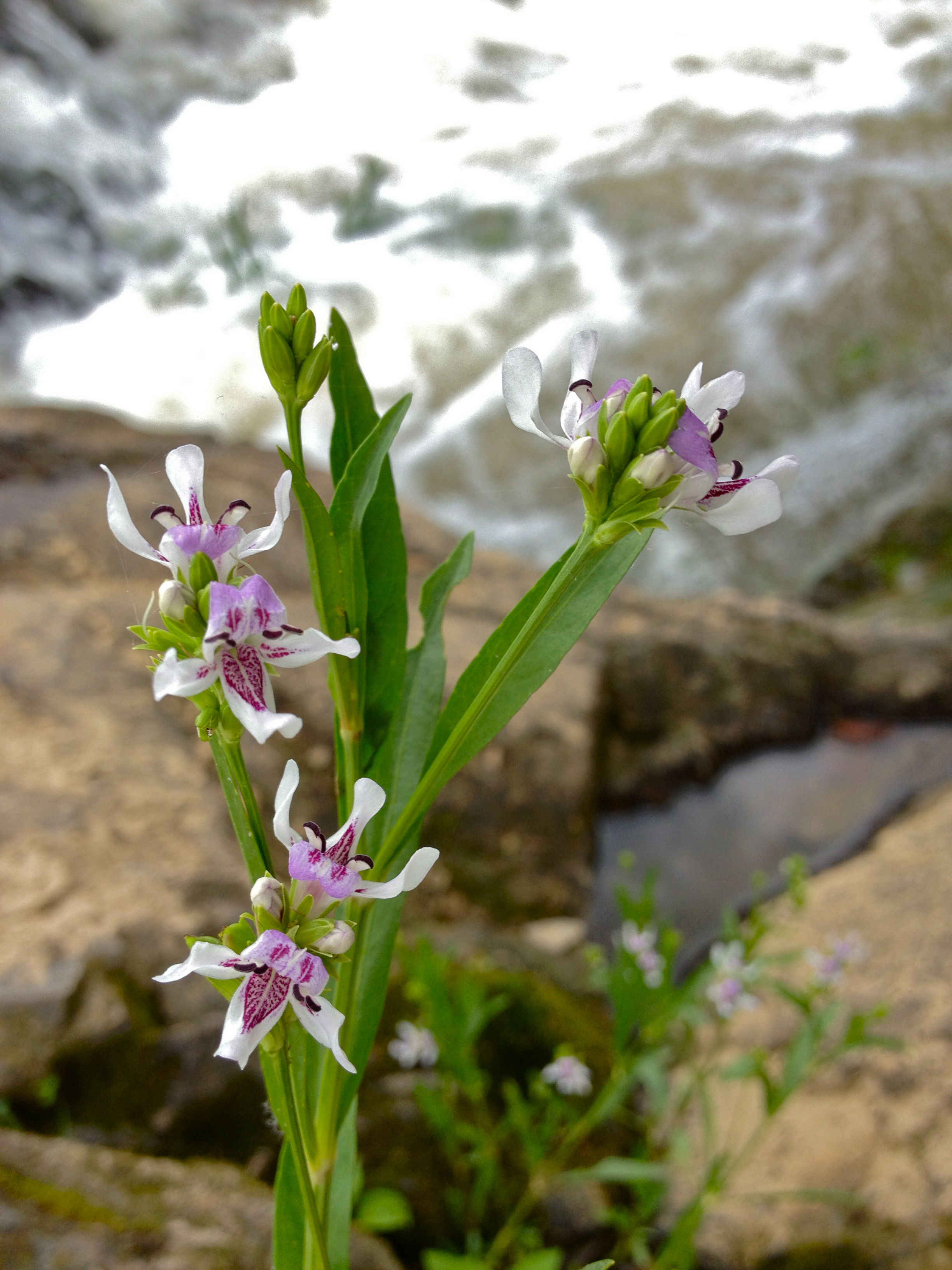
Carmantine d'Amérique dans son habitat.

L'île Rock est un refuge pour la carmantine d'Amérique (Justicia americana), une plante herbacée aquatique très menacée au Canada et devenue rare en raison de la dégradation et de la destruction de son habitat naturel. L'île Rock est l'un des derniers habitats au Québec de cette plante protégée, qui était autrefois présente dans quatorze localités de la province et qui ne subsiste désormais que sur cet îlot, sur le long de la rivière des Mille Îles et à Bécancour. La concurrence du roseau commun et l'achalandage sont les deux menaces qui pèsent sur la population de carmantines d’Amérique de l'île.   
La carmantine croît sur les côtés nord et est de l’île, sur le rivage rocheux.  
En 1998, le Ministère de l'Environnement et de la Lutte contre les changements climatiques du Québec classe l'île Rock comme habitat floristique protégé sous le nom « Habitat floristique de l’Île-Rock ». 
Entre 2017 et 2019, un programme subventionné de conservation de la Carmantine est mis en œuvre par Héritage Laurentien. Les accès à l'île sont réduits et balisés pour préserver les zones de pousse et un gardien présent sur l'île est chargé de l'accueil et de la sensibilisation des visiteurs. Un programme d'éradication des Phragmites est également mené,.
Du fait de l'absence de présence humaine permanente, l'île Rock est une zone d'habitat et de nidification du Grand Héron et du Bihoreau gris[réf. nécessaire].

## Toponymie
Le nom de l'île Rock a été relevé pour la première fois sur une carte de 1952. Il proviendrait de la formation géologique de l'îlot, puisque le terme anglais rock signifie roche.